# Militair Gouvernement
Het Militair Gouvernement is een statig gebouw aan de Verwersstraat in de binnenstad van 's-Hertogenbosch dat gebouwd is in 1768 - 1769. Het deed dienst als ambtswoning voor de militaire gouverneur. De architect van dit gebouw is Pieter de Swart.

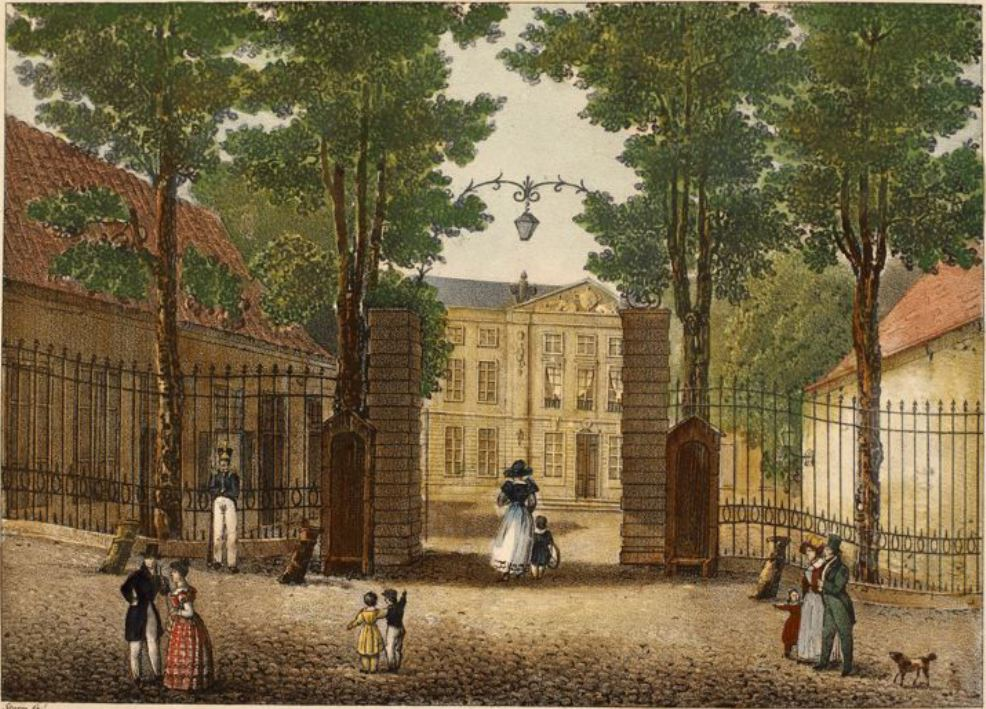
'Het Hof', ca. 1830

Het gebouw kent een rijke geschiedenis. Het bevindt zich op een locatie, waar in 1615 een klooster van jezuïeten stond. In de 18e eeuw werd het voormalige klooster verbouwd tot gouvernementsgebouw en ambtswoning voor de militaire gouverneur. De kloosterkapel werd daarbij verbouwd tot Statenzaal.
De voorgevel is van zandsteen. Het vertoont kenmerken van de klassiek georiënteerde Lodewijk XVI-stijl. Het interieur heeft echter ook kenmerken van de Lodewijk XV-stijl.
Sinds 1987 is een deel van het Noordbrabants Museum in dit gebouw gevestigd.